# Benedykt (Płotnikow)
Benedykt, imię świeckie Wiktor Wasiliewicz Płotnikow (ur. 13 października?/25 października 1872 w Liżmie, zm. w sierpniu 1937) – rosyjski biskup prawosławny.

## Życiorys
W 1893 ukończył seminarium duchowne w Petersburgu i został skierowany do pracy w soborze w Pietrozawodsku w charakterze psalmisty. Uczył również śpiewu w miejscowej szkole cerkiewnej. 15 sierpnia 1894 przyjął święcenia kapłańskie jako mężczyzna żonaty i rozpoczął pracę duszpasterską w tej samej świątyni. Od 1895 do 1898 służył w soborze Zmartwychwstania Pańskiego w Wytiegorsku. Cztery lata później uzyskał dyplom kandydata nauk teologicznych w Petersburskiej Akademii Duchownej. Przez kolejne szesnaście lat uczył w różnych szkołach w tym samym mieście oraz opiekował się cerkwią przy Pawłowskim Instytucie żeńskim. Następnie przez dwa lata wchodził w skład duchowieństwa soboru św. Izaaka.
15 sierpnia 1920, po stracie małżonki i złożeniu wieczystych ślubów mniszych, został wyświęcony na biskupa pomocniczego eparchii piotrogrodzkiej z tytułem biskupa kronsztadzkiego. Jego chirotonii przewodniczył metropolita piotrogrodzki i gdowski Beniamin (Kazanski). W 1922 biskup Benedykt został aresztowany i oskarżony o czynny protest przeciwko prowadzonej przez władze kampanii konfiskaty kosztowności cerkiewnych. Razem z nim w pokazowym procesie sądzony był metropolita Beniamin oraz grupa innych świeckich i duchownych działaczy cerkiewnych. Zarówno Beniamin (Kazanski), jak i Benedykt (Płotnikow) znaleźli się wśród skazanych na karę śmierci przez rozstrzelanie, jednak w przypadku biskupa Benedykta karę tę zamieniono na dziesięć lub pięć lat pozbawienia wolności. W 1923 na mocy amnestii duchowny został uwolniony. Od lutego 1924 zarządzał jako locum tenens eparchią piotrogrodzką, zaś od października tego samego roku – także ołoniecką. W grudniu 1925 został aresztowany i zesłany do Kraju Narymskiego. Na wolność wyszedł po w 1929.
Poparł deklarację locum tenens Patriarchatu Moskiewskiego metropolity Sergiusza (Stragorodskiego) o lojalnym stosunku Cerkwi do władz radzieckich. Od 1931 był locum tenens eparchii wołogodzkiej, zachowując jednak tytuł biskupa kronsztadzkiego. W 1933 został podniesiony do godności arcybiskupiej i od 16 czerwca 1933 był arcybiskupem wołogodzkim, zaś od października 1933 do 1936 – biskupem nowogrodzkim. Następnie przez rok kierował eparchią kazańską i swiżajską.
W 1937 został w Kazaniu aresztowany, następnie skazany na śmierć i rozstrzelany.